# Влашич, Никола
Нико́ла Вла́шич (хорв. Nikola Vlašić, хорватское произношение: [nǐkola ʋlâʃitɕ]; род. 4 октября 1997, Сплит) — хорватский футболист, атакующий полузащитник клуба «Торино». Игрок сборной Хорватии. Участник чемпионата Европы 2020 и чемпионата мира 2022.

## Биография
Отец Николы, Йошко Влашич, выступал на международном уровне в десятиборье и установил рекорд Хорватии в этом виде спорта, а мать, Венера Милин, занималась баскетболом и лыжными гонками. Никола — младший ребёнок в семье: у него есть старшая сестра Бланка (прыгунья в высоту, вице-чемпионка Олимпиады-2008 в Пекине, 4-кратная чемпионка мира, чемпионка Европы) и два старших брата Марин и Лука. Родители отвели Николу в футбольную секцию, когда тому только исполнилось 4 года. В 12 лет перешёл в «Хайдук». В дальнейшем он стал одним из самых одарённых выпускников академии клуба.

## Клубная карьера

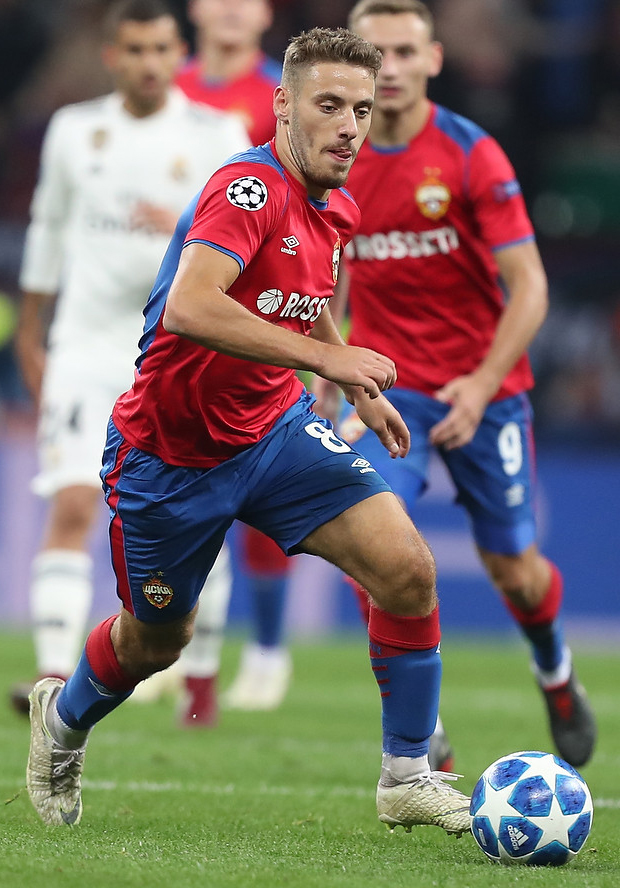
Влашич в составе ЦСКА

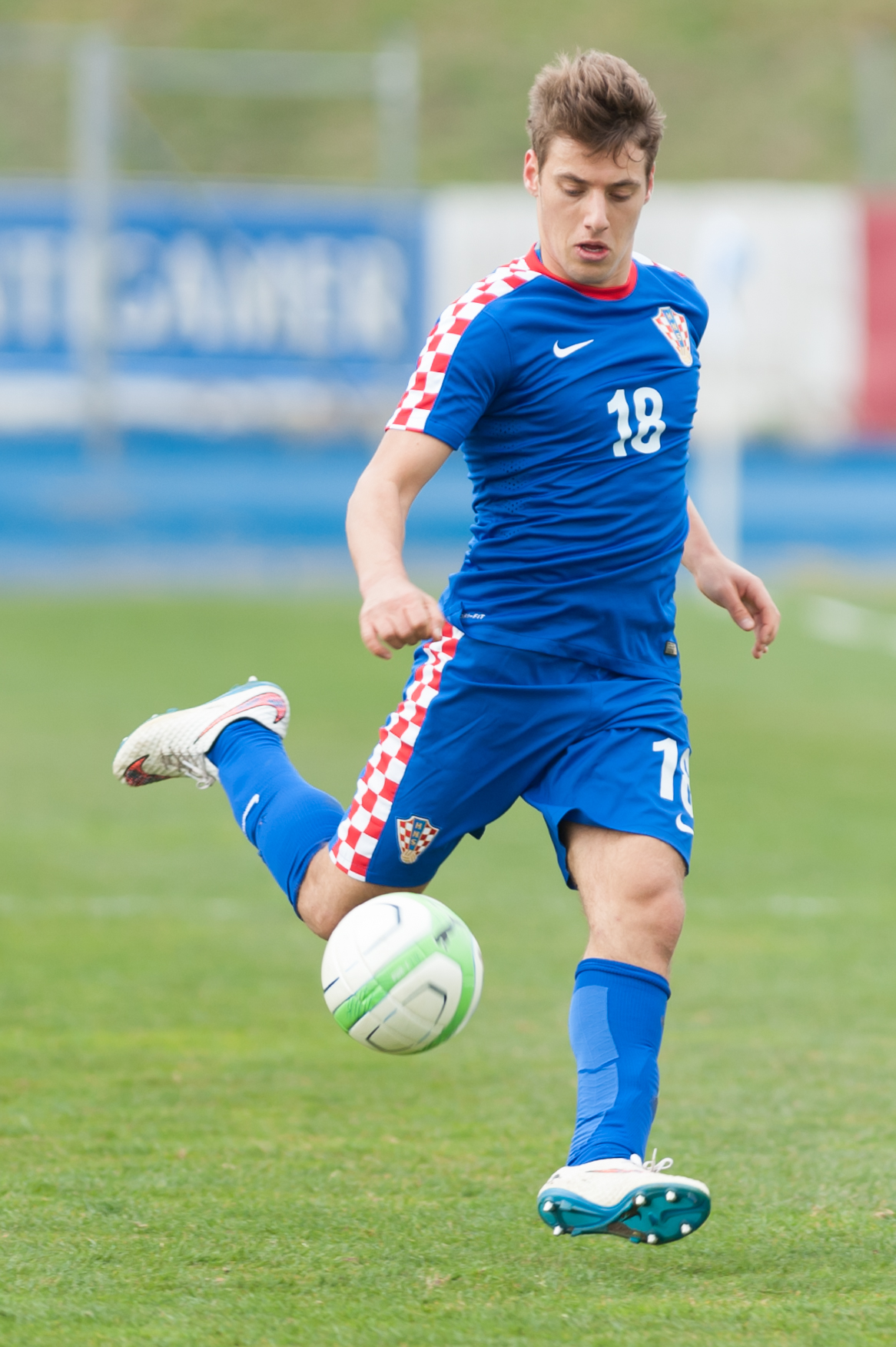
Влашич в составе юношеской сборной Хорватии

### «Хайдук»
17 июля 2014 года Влашич дебютировал за «Хайдук». Дебют пришёлся на матч квалификации Лиги Европы против ирландского «Дандолка» — Никола забил, а его клуб выиграл 2:0. Является самым молодым футболистом клуба, сыгравшим в еврокубках — он вышел на поле, когда ему было 16 лет и 9 месяцев. 20 июля в матче против команды «Истра 1961» он дебютировал в чемпионате Хорватии. 2 ноября в поединке против «Задара» Никола забил свой первый гол за клуб из Сплита. В первом же сезоне за взрослую команду провёл 37 матчей во всех турнирах.

### «Эвертон»
31 августа 2017 года Влашич перешёл в английский «Эвертон», подписав контракт на пять лет. Сумма трансфера составила 10 млн фунтов. 9 сентября в матче против «Тоттенхэм Хотспур» он дебютировал в английской Премьер-лиге, заменив во втором тайме Идрисса Гейе. 28 сентября в поединке Лиги Европы против кипрского «Аполлона» Никола забил свой первый гол за «Эвертон». 7 декабря в ответном матче он отличился вновь. Хорват выходил в основном на замену, а в старте появлялся на правом краю полузащиты в схеме 4-2-3-1.
Зимой 2018 года «Эвертон» предлагал Влашича в аренду «Динамо» (Киев), но киевляне не смогли себе финансово позволить эту сделку.

### ЦСКА (Москва)
15 августа 2018 года Влашич на правах аренды до конца сезона перешёл в московский ЦСКА. Изначально армейский клуб хотел выкупить игрока, но «Эвертон» согласился только на годовую аренду. 18 августа в матче против тульского «Арсенала» он дебютировал в РПЛ. 19 сентября в поединке группового турнира Лиги чемпионов против пльзеньской «Виктории» Никола забил свой первый гол за ЦСКА, реализовав пенальти в конце игры. 23 сентября в поединке против московского «Спартака» Никола забил свой первый гол за ЦСКА в РПЛ. 2 октября в матче группового этапа Лиги чемпионов против мадридского «Реала» он забил победный гол. В октябре и ноябре признавался лучшим игроком месяца в московском клубе.
19 июня 2019 года ЦСКА объявил о подписании пятилетнего контракта с Николой. Сумма трансфера составила 15,7 миллионов евро, что стало самым дорогим приобретением для ЦСКА. По итогам сезона 2019/20 признан болельщиками ЦСКА самым ценным игроком команды — Никола принял участие в 38 матчах в разных турнирах и с 13 голами стал лучшим бомбардиром команды.
В начале 2021 года Влашич заявил, что ЦСКА готов отпустить его в другой клуб за сумму не меньше, чем € 35 млн.

### «Вест Хэм Юнайтед»
31 августа 2021 года Влашич перешёл в английский клуб «Вест Хэм Юнайтед». Сумма трансфера составила 27 млн евро, контракт был подписан на шесть лет. Дебютировал за новый клуб 11 сентября 2021 года в матче 4-го тура Английской Премьер-лиги против «Саутгемптона» (0:0). 28 декабря 2021 года забил свой первый мяч за «Вэст Хэм» в матче 20-го тура АПЛ против «Уотфорда» (4:1).

### «Торино»
11 августа 2022 перешёл в «Торино» на правах аренды до конца сезона 2022/23. Влашич забил 5 голов и сделал 6 результативных передач в 34 матчах Серии А. Перед сезоном-2023/24 «Торино» заплатит «Вест Хэму» 12 млн евро за Влашича, и подписал контракт по схеме «4+1».

## Карьера в сборной
Выступал за юношеские сборные Хорватии различных возрастов начиная с 2012 года. В 2015 году начал играть за молодёжную сборную своей страны.
28 мая 2017 года в товарищеском матче против сборной Мексики Влашич дебютировал за главную сборную Хорватии.
В 2019 году в составе молодёжной сборной Хорватии Влашич принял участие в молодёжном чемпионате Европы в Италии. На турнире он сыграл в матчах против команд Англии, Франции и Румынии. В поединках против румын и англичан Никола забил по голу.

## Статистика

### Клубная
| Выступление      | Выступление      | Выступление      | Лига | Лига | Кубки | Кубки | Еврокубки | Еврокубки | Итого | Итого |
| Клуб             | Лига             | Сезон            | Игры | Голы | Игры  | Голы  | Игры      | Голы      | Игры  | Голы  |
| ---------------- | ---------------- | ---------------- | ---- | ---- | ----- | ----- | --------- | --------- | ----- | ----- |
| Хайдук (Сплит)   | Первая лига      | 2014/15          | 27   | 3    | 5     | 0     | 5         | 1         | 37    | 4     |
| Хайдук (Сплит)   | Первая лига      | 2015/16          | 23   | 1    | 3     | 0     | 8         | 1         | 34    | 2     |
| Хайдук (Сплит)   | Первая лига      | 2016/17          | 30   | 4    | 1     | 0     | 6         | 0         | 37    | 4     |
| Хайдук (Сплит)   | Первая лига      | 2017/18          | 6    | 3    | 0     | 0     | 6         | 0         | 12    | 3     |
| Хайдук (Сплит)   | Итого            | Итого            | 86   | 11   | 9     | 0     | 25        | 2         | 120   | 13    |
| Эвертон          | Премьер-лига     | 2017/18          | 12   | 0    | 1     | 0     | 6         | 2         | 19    | 2     |
| Эвертон          | Итого            | Итого            | 12   | 0    | 1     | 0     | 6         | 2         | 19    | 2     |
| ЦСКА (Москва)    | Премьер-лига     | 2018/19          | 25   | 5    | 0     | 0     | 6         | 3         | 31    | 8     |
| ЦСКА (Москва)    | Премьер-лига     | 2019/20          | 30   | 12   | 2     | 0     | 6         | 1         | 38    | 13    |
| ЦСКА (Москва)    | Премьер-лига     | 2020/21          | 26   | 11   | 3     | 1     | 5         | 0         | 34    | 12    |
| ЦСКА (Москва)    | Премьер-лига     | 2021/22          | 5    | 0    | 0     | 0     | 0         | 0         | 5     | 0     |
| ЦСКА (Москва)    | Итого            | Итого            | 86   | 28   | 5     | 1     | 17        | 4         | 108   | 33    |
| Вест Хэм Юнайтед | Премьер-лига     | 2021/22          | 19   | 1    | 6     | 0     | 6         | 0         | 31    | 1     |
| Вест Хэм Юнайтед | Итого            | Итого            | 19   | 1    | 6     | 0     | 6         | 0         | 31    | 1     |
| Торино           | Серия A          | 2022/23          | 34   | 5    | 3     | 0     | —         | —         | 37    | 5     |
| Торино           | Серия A          | 2023/24          | 33   | 3    | 2     | 0     | —         | —         | 35    | 3     |
| Торино           | Серия A          | 2024/25          | 13   | 1    | 0     | 0     | —         | —         | 13    | 1     |
| Торино           | Итого            | Итого            | 80   | 9    | 5     | 0     | 0         | 0         | 85    | 9     |
| Всего за карьеру | Всего за карьеру | Всего за карьеру | 283  | 49   | 26    | 1     | 54        | 8         | 363   | 58    |

### В сборной
| Матчи и голы Влашича за сборную Хорватии | Матчи и голы Влашича за сборную Хорватии | Матчи и голы Влашича за сборную Хорватии | Матчи и голы Влашича за сборную Хорватии | Матчи и голы Влашича за сборную Хорватии | Матчи и голы Влашича за сборную Хорватии |
| №                                        | Дата                                     | Оппонент                                 | Счёт                                     | Голы                                     | Соревнование                             |
| ---------------------------------------- | ---------------------------------------- | ---------------------------------------- | ---------------------------------------- | ---------------------------------------- | ---------------------------------------- |
| 1                                        | 28 мая 2017                              | Мексика                                  | 2:1                                      | −                                        | Товарищеский матч                        |
| 2                                        | 9 ноября 2017                            | Греция                                   | 4:1                                      | −                                        | Отборочные матчи ЧМ 2018                 |
| 3                                        | 15 ноября 2018                           | Испания                                  | 3:2                                      | −                                        | Лига наций 2018/19                       |
| 4                                        | 18 ноября 2018                           | Англия                                   | 1:2                                      | −                                        | Лига наций 2018/19                       |
| 5                                        | 21 марта 2019                            | Азербайджан                              | 2:1                                      | −                                        | Отборочные матчи ЧЕ 2020                 |
| 6                                        | 6 сентября 2019                          | Словакия                                 | 4:0                                      | 1                                        | Отборочные матчи ЧЕ 2020                 |
| 7                                        | 9 сентября 2019                          | Азербайджан                              | 1:1                                      | −                                        | Отборочные матчи ЧЕ 2020                 |
| 8                                        | 10 октября 2019                          | Венгрия                                  | 3:0                                      | −                                        | Отборочные матчи ЧЕ 2020                 |
| 9                                        | 13 октября 2019                          | Уэльс                                    | 1:1                                      | 1                                        | Отборочные матчи ЧЕ 2020                 |
| 10                                       | 16 ноября 2019                           | Словакия                                 | 3:1                                      | 1                                        | Отборочные матчи ЧЕ 2020                 |
| 11                                       | 19 ноября 2019                           | Грузия                                   | 2:1                                      | −                                        | Товарищеский матч                        |
| 12                                       | 5 сентября 2020                          | Португалия                               | 1:4                                      | −                                        | Лига наций 2020/21                       |
| 13                                       | 8 сентября 2020                          | Франция                                  | 2:4                                      | −                                        | Лига наций 2020/21                       |
| 14                                       | 11 октября 2020                          | Швеция                                   | 2:1                                      | 1                                        | Лига наций 2020/21                       |
| 15                                       | 14 октября 2020                          | Франция                                  | 1:2                                      | 1                                        | Лига наций 2020/21                       |
| 16                                       | 14 ноября 2020                           | Швеция                                   | 1:2                                      | —                                        | Лига наций 2020/21                       |
| 17                                       | 17 ноября 2020                           | Португалия                               | 2:3                                      | —                                        | Лига наций 2020/21                       |
| 18                                       | 24 марта 2021                            | Словения                                 | 0:1                                      | —                                        | Отборочные матчи ЧМ 2022                 |
| 19                                       | 27 марта 2021                            | Кипр                                     | 1:0                                      | —                                        | Отборочные матчи ЧМ 2022                 |
| 20                                       | 30 марта 2021                            | Мальта                                   | 3:0                                      | —                                        | Отборочные матчи ЧМ 2022                 |
| 21                                       | 1 июня 2021                              | Армения                                  | 1:1                                      | —                                        | Товарищеский матч                        |
| 22                                       | 6 июня 2021                              | Бельгия                                  | 0:1                                      | —                                        | Товарищеский матч                        |
| 23                                       | 13 июня 2021                             | Англия                                   | 0:1                                      | —                                        | Финальные матчи ЧЕ 2020                  |
| 24                                       | 18 июня 2021                             | Чехия                                    | 1:1                                      | —                                        | Финальные матчи ЧЕ 2020                  |
| 25                                       | 22 июня 2021                             | Шотландия                                | 3:1                                      | 1                                        | Финальные матчи ЧЕ 2020                  |
| 26                                       | 28 июня 2021                             | Испания                                  | 3:5                                      | —                                        | Финальные матчи ЧЕ 2020                  |
| 27                                       | 1 сентября 2021                          | Россия                                   | 0:0                                      | —                                        | Отборочные матчи ЧМ 2022                 |
| 28                                       | 4 сентября 2021                          | Словакия                                 | 1:0                                      | —                                        | Отборочные матчи ЧМ 2022                 |
| 29                                       | 7 сентября 2021                          | Словения                                 | 3:0                                      | 1                                        | Отборочные матчи ЧМ 2022                 |

Итого: 29 матчей / 7 голов; 14 побед, 5 ничьих, 10 поражений.

## Достижения
- Бронзовый призёр чемпионата мира: 2022
- Лучший футболист месяца чемпионата России по футболу (4): сентябрь 2018[31], декабрь 2018[32], июль 2020, октябрь 2020
- В списках 33 лучших футболистов чемпионата России (3): № 2 — 2018/19, 2019/20, 2020/21
- Футболист года по версии «Спорт-Экспресса», РФС и РПЛ: 2020[33]
- Орден Хорватской звезды с ликом Франьо Бучара (15 ноября 2023 года)[34]